# Wervelkolom

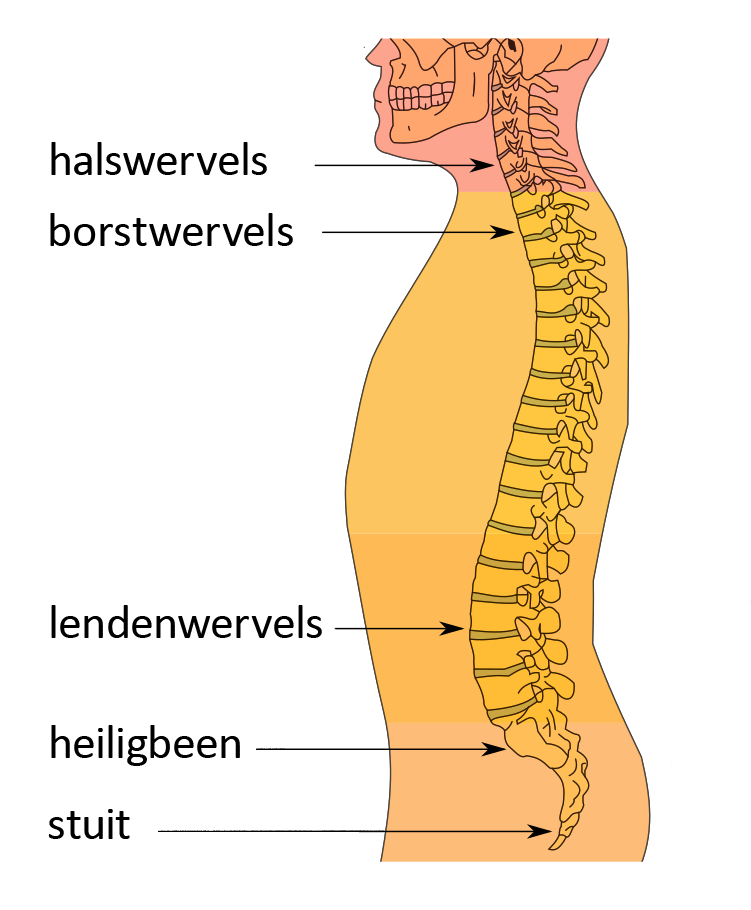
Wervelkolom

De menselijke wervelkolom, ook wel ruggengraat genoemd, of columna vertebralis is, in het menselijke lichaam in de anatomische houding, een verticale kolom door het midden van de rug, die uit 33 of 34 wervels bestaat, met behalve tussen de bovenste twee, de atlas en de axis, tussen elke twee wervels een tussenwervelschijf. Dit geldt voor 99,9% van de mensen, in uitzonderlijke gevallen komt ook weleens een incomplete achtste nekwervel of zesde lendenwervel voor.
De wervelkolom als geheel kan als een bot worden gerekend. De wervels worden door een tussenwervelschijf of discus van elkaar gescheiden. De wervellichamen zijn gestapeld, waardoor de wervelbogen een buis vormen waar het ruggenmerg door loopt. Vanuit het ruggenmerg lopen tussen de wervels door zenuwen, die bijvoorbeeld de armen en benen aansturen.
De musculus multifidus is een belangrijke spier om de wervelkolom te stabiliseren.

## Opbouw van de wervelkolom
Van boven naar onderen:
- zeven halswervels of nekwervels, cervicale wervels
- twaalf borstwervels of rugwervels, thoracale wervels, waaraan de ribben zijn bevestigd
- vijf lendenwervels, lumbale wervels
- het heiligbeen of os sacrum, een vergroeiing van vijf sacrale wervels
- de stuit, het staartbeen, os coccygis of coccyx, een vergroeiing van meestal vier, bij sommige diersoorten drie staartwervels

De naamgeving voor de individuele wervels wordt in jargon afgekort tot C1-C7 voor de halswervels, T1-T12 of Th1-Th12 voor de borstwervels, L1-L5 voor de lendenwervels en S1-S5 voor de wervels in het heiligbeen.
Door de vorm van de wervels en doordat ze boven elkaar zijn gepositioneerd, ontstaat er een hol kanaal dat door de wervelkolom loopt. Dit is het wervelkanaal of canalis vertebralis, waar het ruggenmerg doorheen komt. Wervelkanaalstenose is een vernauwing van het wervelkanaal.
De wervels beschermen het ruggenmerg en dragen het gewicht. Omdat lagergelegen wervels meer gewicht te dragen hebben dan die in de nek, zijn ze ook groter en anders van vorm. De wervelkolom steunt op het bekken.
De wervelkolom van de mens heeft een dubbele s-vorm. Door deze vorm worden schokken die ontstaan bij lopen of rennen geïsoleerd van de gevoelige hersenen. De halswervels en lendenwervels krommen naar de ventrale zijde, de voorzijde, dat heet cervicale en lumbale lordose. De borstwervels, heiligbeen en stuit krommen naar de dorsale zijde, naar achteren, de thoracale, sacrale en coccygeale kyfose.
Onnatuurlijke krommingen zijn de hyperlordose, te holle rug, en de hyperkyfose, een bochel. Een scoliose is een onnatuurlijke draaiing in de wervelkolom, waarbij wervels zowel een zijdelingse kromming kunnen hebben als in de lengte-as zijn verdraaid.

### Cervicale wervelkolom
De cervicale wervelkolom bestaat uit zeven halswervels, nekwervels of vertebrae cervicales. De bovenste nekwervel C1 ondersteunt de schedel en wordt de atlas genoemd. De tweede nekwervel C2 wordt axis of draaier genoemd. Het Latijnse epistropheus, van het Oudgriekse ἐπιστροφεύς épistropheús, afkomstig van het werkwoord ἐπιστρέφειν epistrephein, omdraaien, wordt ook gebruikt. De naam wordt in het Oudgrieks verwarrend genoeg ook gebruikt voor de eerste halswervel. De atlas en de axis kunnen ten opzichte van elkaar veel meer draaien dan andere wervels. De overige nekwervels worden aangeduid met C3-C7, van bovenaf geteld. C7 wordt vanwege zijn grote doornuitsteeksel, processus spinosi, ook wel vertebra prominens genoemd, omdat het bij de meeste mensen de eerste wervel is die van buitenaf te identificeren is.
De stand van de gewrichtsvlakjes waarmee de wervels onderling met elkaar zijn verbonden is vrij vlak, waardoor in dit gedeelte van de wervelkolom de meeste bewegingsmogelijkheden bestaan. Het overgangsgebied tussen het onderste deel van de nek en bovenste deel van de borstwervelkolom is de cervicothoracale overgang CTO. De CTO is in de anatomie het gebied van C7, onderste halswervel en Th1, eerste borstwervel. Het is een belangrijke aanhechtingsplaats van spieren en ligamenten, dat zijn banden, en een verzamelplaats van bloedvaten, zenuwen en lymfevaten.

### Thoracale wervelkolom
De thoracale wervelkolom bestaat uit twaalf borstwervels, rugwervels of vertebrae thoracicae. Door hun vorm zijn niet alle bewegingen mogelijk. De doornuitsteeksels, processus spinosi van deze wervels wijzen schuin naar onderen, en liggen als het ware als dakpannen iets over elkaar. Wanneer iemand ouder wordt en de tussenwervelschijven dunner worden, kan iemand een gebogen bovenrug krijgen. Dit komt doordat de achterzijde van de wervels door die opbouw minder inzakt. De thoracale wervels worden met Th1-Th12 aangeduid, van bovenaf geteld, of soms T1-T12.
De ribben, costae, sluiten op deze wervels aan.

### Lumbale wervelkolom
Het onderste deel van de rug, de lumbale wervelkolom, bestaat uit vijf lendenwervels L1-L5, van bovenaf geteld. Deze wervels hebben in vergelijking met de andere wervels een groter wervellichaam, corpus vertebrae, vanwege het gewicht dat ze moeten dragen. De doornuitsteeksels van deze wervels wijzen recht naar achteren. De stand van de gewrichtsvlakken waarmee de wervels onderling zijn verbonden, maken dat in de lumbale wervelkolom de meeste voor- of achterwaartse beweging mogelijk is.

### Heiligbeen
Het heiligbeen, os sacrum, is één botstuk dat bestaat uit vijf met elkaar vergroeide wervels. Ze worden aangeduid met S1-S5.

### Staartbeen
Het staartbeen, os coccygis, of de stuit bestaat uit vier met elkaar vergroeide kleine wervels.

## Dieren
Bij gewervelden zoals het paard, rund, schaap, geit, varken, hond en kat komt men de volgende verdeling tegen.
|                   | mens           | paard          | rund           | schaap         | geit           | varken         | hond                 | kat                  |
| ----------------- | -------------- | -------------- | -------------- | -------------- | -------------- | -------------- | -------------------- | -------------------- |
| halswervels       | haast altijd 7 | haast altijd 7 | haast altijd 7 | haast altijd 7 | haast altijd 7 | haast altijd 7 | haast altijd 7       | haast altijd 7       |
| borstwervels      | 12             | 18             | 13             | 13             | 13             | 13-16          | 12-14, gewoonlijk 13 | 12-14, gewoonlijk 13 |
| lendenwervels     | 5              | 5-7            | 6              | 6-7            | 6-7            | 5-7, meestal 6 | 7, soms 6            | 7                    |
| heiligbeenwervels | 5              | 5              | 5              | 3-5            | 5              | 4              | 3                    | 3                    |
| staartwervels     | 3-5            | 15-21          | 18-20          | 3-24           | 12-16          | 20-23          | 20-23                | 20-23                |

## Websites
- Wikifysio. CTO, cervicothoracale overgang. gearchiveerd

schedel · wervelkolom · borstkas · borstbeen · schoudergordel · arm · bekkengordel · been

bot · gewricht · botten van de mens · schaambeen